# Advances in Experimental Medicine and Biology
Die Fachzeitschrift Advances in Experimental Medicine and Biology erscheint im Verlag Springer Nature. Sie bietet für Wissenschaftler aktuelle Informationen zu neuen Themen und Techniken. Ihr Impact Faktor liegt bei 3,650 (2021).
Die Zeitschrift ist gelistet in MEDLINE, PubMed, Scopus, EMBASE, BIOSIS, Biological Abstracts, CSA, Biological Sciences and Living Resources (ASFA-1), and Biological Sciences.